# Караульная гора (Шайтанский увал)
Карау́льная — гора на Среднем Урале, самая высокая вершина хребта Шайтанский увал. Находится в Свердловской области, в окрестностях городов Первоуральска и Ревды. Высота — 486,4 метра над уровнем моря.

## Название
До 1930-х годов на вершине горы стояла вышка для наблюдения за сохранностью леса от пожара и самовольной рубки. От караульной службы название получила гора.

## География
Караульная гора расположена к югу от микрорайонов-посёлков Подволошная и Динас в составе Первоуральска. Через гору проходит граница двух административно-территориальных единиц Свердловской области — городов областного значения Ревды и Первоуральска. Ей соответствует граница между муниципальными округами Первоуральск и Ревда. Караульная гора протянулась с севера на юг на два километра. Высота вершины над уровнем моря — 486,4 метра.
В недрах Караульной горы обнаружено крупное месторождение кварцита — сырья для производства динасовых огнеупорных изделий. С 1932 года на восточном склоне начал действовать динасовый завод, а в горе — рудник по добыче кварцита. Добыча кварцита ведётся в глубоком карьере. Но в памяти народа название Динас сохранилось.